# Doratulina longipenis
Doratulina longipenis är en insektsart som beskrevs av Dlabola 1957. Doratulina longipenis ingår i släktet Doratulina och familjen dvärgstritar. Inga underarter finns listade i Catalogue of Life.